# Aeranthes virginalis
Aeranthes virginalis là một loài thực vật có hoa trong họ Lan. Loài này được D.L.Roberts mô tả khoa học đầu tiên năm 2005.